# 菜種の里
菜種の里（なたねのさと）は、島根県松江市で作られている和菓子で、茶人としても名高い松江藩7代藩主松平治郷（不昧）によって考案された、いわゆる「不昧公御好み」の茶菓子の一つ。『茶禅不昧公』には「春は菜種の里」と記載されている。
寒梅粉と砂糖を使いしっとりと仕上げた菜の花色の落雁に焙じた玄米を散らす。春の菜の花畑を蝶が舞うさまを表現している。板状で供されるが、手で割って、割れた形状も見て楽しむ。
松江藩家老有沢家の命に依って、面高屋（おもだかや）新四郎が創り、治郷に調進したと伝えられている。その際に、治郷は引歌として「寿々菜さく 野辺の朝風そよ吹けは とひかう蝶の 袖そかすそふ」を詠んだと伝えられる。昭和天皇、皇后と皇太子夫妻（現上皇、上皇后）が松江を訪問した際に、御料菓子として献上されたこともある。
山川、若草と合わせて不昧公三大銘菓と呼ぶこともある。
山川、若草同様に明治維新以降になって製法は途絶するが、菜種の里は昭和4年創業の三英堂が復活させた。